# تيس برونيه
تيس برونيه (بالإنجليزية: Tess Brunet)‏ هي مغنية مؤلفة أمريكية، ولدت في 12 سبتمبر 1978.